# Ривачкі (Сілезьке воєводство)
Ривачкі (пол. Rywaczki) — село в Польщі, у гміні Медзьно Клобуцького повіту Сілезького воєводства.